# 普魯士的菲律賓·夏洛特公主
普魯士的菲律賓·夏洛特（德語：Philippine Charlotte von Preußen，1716年3月13日—1801年2月17日），布倫瑞克-沃爾芬比特爾公爵夫人，腓特烈大帝的妹妹。
在公爵夫人任內，菲律賓·夏洛特與許多德國詩人來往，包含腓特烈·戈特利布·克洛普施托克。

## 家庭
1733年，菲律賓·夏洛特與不倫瑞克-沃爾芬比特爾的卡爾一世結婚，兩人共有7子6女：
1. 卡爾·威廉·斐迪南（1735年—1806年）
2. 格奧爾格·法蘭茲（1736年—1737年），夭折
3. 索菲·卡羅琳·瑪麗（英语：Princess Sophie Caroline of Brunswick-Wolfenbüttel）（1737年—1817年）
4. 克里斯蒂安·路德維希（1738年—1742年），夭折
5. 安娜·艾瑪莉亞（1739年—1807年）
6. 腓特烈·奧古斯特（英语：Frederick Augustus, Prince of Brunswick-Wolfenbüttel-Oels）（1740年—1805年）
7. 阿爾布雷希特·海因里希（1742年—1761年），早逝
8. 路易絲（1743年—1744年），夭折
9. 威廉·阿道夫（1745年—1770年）
10. 伊莉莎白·克莉絲汀·烏爾里克（1746年—1840年）
11. 弗蕾德里克（1848年—1858年），夭折
12. 奧古斯塔·多蘿西亞（英语：Augusta Dorothea, Abbess of Gandersheim）（1749年—1810年）
13. 利奧波德（英语：Leopold of Brunswick-Wolfenbüttel）（1752年—1785年）